# Л
Л (onderkast л) is een letter van het cyrillische schrift. Hij wordt als /l/ uitgesproken. De letter vertoont enige gelijkenis met de Griekse letter Π.